# Paola Kaufmann
Paola Yannielli Kaufmann, Schriftstellername Paola Kaufmann, (* 8. März 1969 in General Roca, Dept. General Roca; † 25. September 2006 in Buenos Aires) war eine argentinische Schriftstellerin und Biologin.
Kaufmann kam in General Roca zur Welt, verbrachte aber nahezu ihre gesamte Kindheit und Jugend in Córdoba. 1987 kam sie nach Buenos Aires, um dort an der Universität u. a. Naturwissenschaften zu studieren. 1993 konnte sie ihr Studium mit einer Promotion in Neurowissenschaften erfolgreich abschließen. 
Anschließend ging Kaufmann für weitere Studien an das Smith College nach Northampton (Massachusetts). 2003 kam sie zurück nach Argentinien und ließ sich in der Hauptstadt nieder. Sie starb am 25. September 2006 im Alter von 37 Jahren in Buenos Aires und fand dort auch ihre letzte Ruhestätte. 

## Ehrungen
- 2003 Premio Casa de las Américas für „La hermana“.
- 2005 Premio Planeta für „El lago“.

## Werke (Auswahl)
- El campo de golf del diablo. Cuentos. Suma de Letras, Madrid 2002, ISBN 84-663-0897-0.
- La hermana. Casa de las Américas, La Habana 2003, ISBN 959-260-075-9. (Auch englischsprachige Ausgabe).
- El lago. Planeta, Buenos Aires 2005, ISBN 950-49-1433-0. (Auch englischsprachige Ausgabe).
- La noche descalza.

Posthum, Sammlung von Erzählungen:
- El salto. Planeta, Buenos Aires 2012, ISBN 978-950-49-2791-4.